# خانه ساری‌اصلانی
خانه ساری‌اصلانی مربوط به اواخر دوره قاجار است و در کنگاور، محلهٔ درعمارت واقع شده‌است.

## موقعیت
خانه ساری‌اصلانی در محلهٔ تاریخی درعمارت در شهر کنگاور قرار دارد.

## قدمت
خانه تاریخی ساری‌اصلانی متعلق به اواخر عهد قاجار است.

## مالکیت بنا
مالک اولیهٔ بنا عبدالحسین‌خان ساری‌اصلانی بوده‌است. هم‌اکنون بخشی از خانهٔ ساری‌اصلانی در اختیار اوقاف و بخشی از آن در اختیار یک مالک خصوصی است.

## مرمت بنا
بخش غربی خانه در سال ۱۳۹۷ توسط میراث فرهنگی مرمت و بازسازی شد. مرمت بخش شمالی خانه به همکاری مالک خصوصی نیاز دارد. در مرحلهٔ اول مرمت که در آبان ۱۳۹۷ به پایان رسید، تمامی طاقچه‌ها و سردرها مرمت شد. همچنین عملیات سبک‌سازی، مهار پیشرفت آسیب فیزیکی بنا، مقاوم‌سازی و برداشت بافت فرسوده، و طراحی نقشهٔ کلیهٔ اتاق‌ها انجام شد.

## آسیب‌ها به بنا
خانهٔ تاریخی ساری‌اصلانی روز ۱۱ تیر ۱۳۹۸ دچار آتش‌سوزی شد. به گفتهٔ معاون میراث فرهنگی استان کرمانشاه به بنا آسیبی وارد نشد. کارشناسان آتش‌نشانی شهرداری کنگاور پس از بررسی جزئیات این آتش سوزی در گزارشی به میراث فرهنگی بر تعمدی بودن این حادثه تأکید کردند. ساختمان ضلع غربی حیاط اندرونی طی سال‌چای میانی دههٔ ۱۳۹۰ کاملاً تخریب شد.  در بارندگی‌های فروردین ۱۳۹۸ بخش شمالی حیاط نیز کاملاً تخریب شد.

## ویژگی‌های بنا
مساحت خانه ۸۳۷ متر است. پلان بنا بر محور شمالی – جنوبی استقرار یافته و در سال‌های گذشته به وسیلهٔ دیوار حائلی به دو بخش مجزا تفکیک شده‌است. مصالح این خانه خشت و آجر بوده و سقف‌ها با تیر، تخته و کاه‌گل پوشش یافته‌اند. سازهٔ دیوارها نیز از جنس خشت و پوستهٔ بیرونی (در نمای داخلی) از آجر با طرح‌های تزئینی است.